# Vitalij Vlagyimirovics Dunajcev
Vitalij Vlagyimirovics Dunajcev (Kosztanaj, 1992. április 12. –) olimpiai bronzérmes kazah származású orosz ökölvívó.

## Pályafutása
Dunajcev Kazahsztánban, Kosztanaj városában született. Családjával kilencéves korában, 2001-ben költözött Oroszországba, Sztarij Oszkolba. Fiatal korában cselgáncsozott, majd utána váltott az ökölvívásra. Tanulmányait a Belgorodi Egyetemen végezte. Első jelentősebb győzelmét a 2008-as plovdivi junior Európa-bajnokságon aratta, ahol 54 kilogrammban lett aranyérmes. Egy évvel korábban Siófokon nyert kadét Európa-bajnokságot.
Kétszeres orosz bajnok (2013–2014). 2015-ben Európa-bajnok és világbajnok lett 64 kilogrammban. Az év végén állami kitüntetésben részesült. 

A 2016-os riói olimpián bronzérmet szerzett 64 kilogrammban. 
2020 áprilisában, 27 évesen jelentette be visszavonulását, mondván sportpolitikai pályafutására koncentrál. A belgorodi körzet bokszszövetség elnöke, képviselőházi küldöttek tanácsának tagja és az Egységes Oroszország pártjának regionális ifjúsági részlegének vezetője.

## További információ
- Profil, worldseriesboxing.com
- Eredményei, the-sports.org